# Березовий гай (парк, Київ)
«Березовий Гай» — парк відпочинку у Подільському районі Києва на розі вулиць Вишгородської та Білицької. Площа парку — 7,46 га. Парк-пам'ятка садово-паркового мистецтва місцевого значення з 1972 року.

## Історія
До Жовтневого перевороту парк перебував у приватній власності. У радянські часи його було поділено на дві частини: одну, площею 7,46 га, що прилягає до вулиці Білицької — було передано під будівництво Подільського районного парку культури і відпочинку, а другу — північно-західну частину — Центральній дослідно-педагогічній агробіостанції (тепер — Національний еколого-натуралістичний центр учнівської молоді).
Парк культури і відпочинку було відкрито 1937 року під назвою Парк імені Єжова, на честь наркома внутрішніх справ СРСР Миколи Єжова. 1939 року, після арешту Єжова, його ім’я було прибрано з назви парку. Під час Другої Світової війни парк було зруйновано внаслідок бомбардувань залізниці, яка проходить поруч (на території парку залишилося принаймні дві вирви від авіабомб). З усіх паркових споруд збереглися будівля контори та кінобудка, до початку 2000-х на пагорбі (найвищій точці) стояла парашутна вишка.
До 1961 в кінці центральної алеї парку (починається між двома флагштоками з боку Вишгородської вулиці) стояв пам'ятник Сталіну.

## Природа
Територія парку розміщена в правобережній частині Києва на схилі Київського лесового плато. Різниця висот в парку становить 47 м. У верхній частині добре виражені дві куполоподібні вершини. Нижня частина парку спланована в основному в регулярному стилі, тут прокладено плиточні та асфальтові доріжки, нагірна — зайнята насадженнями лісового типу, через які проходять ґрунтові доріжки типу «серпантин». У нижній частині парку розміщено відділ музею Т. Г. Шевченка «Хата на Пріорці». Це все, що залишилося від старої забудови — невелика хатка (вул. Вишгородська, 5), де в серпні 1859 року, в родині С. М. Лободи жив Т. Г. Шевченко. Одно-, дво- і триповерхова забудова по краю парку (непарний бік Вишгородської вулиці) зберігалася до 1960-х років.
По парній стороні вулиці Білицької знаходиться масив березових насаджень. Всередині його збереглись також старі липи, в'язи, акації, верби, тополі, є тут і багато гарноквітучих чагарників.
Зараз в парку 45 видів і форм дерев і чагарників. Серед них переважають береза повисла, липа дрібнолиста, сосна звичайна, клен гостролистий, берест, робінія звичайна (акація біла), дуб звичайний, гіркокаштан звичайний, вишня та груша лісова. Крім них, в парку зустрічаються ялина звичайна, ялина колюча сизої форми, туя західна, верба біла плакучої форми, клени сріблястий, ясенелистий, польовий та татарський, горіх волоський та маньчжурський, тополі біла, чорна та пірамідальна, ясени зелений та пенсильванський, бук лісовий, граб звичайний, горобина домашня плакучої форми та фруктові дерева — абрикос, груша, шовковиця, черешня. Вік дерев, в основному, — до 50 років. 3 чагарників у гаю зростають аморфа, види таволги (спіреї) — Вангута, Бумольда та калинолиста, бузок звичайний, чубушник звичайний, виноград американський, форзиція європейська, сніжноягідник білий, бруслина бородавчаста, бузина червона.
Гаї і масиви з переважанням берези домінують, але чистих березняків тут небагато. В нагірній частині парку в насадженнях участь беруть липа та клен гостролистий. На значних територіях липа вже витіснила менш довговічну і світлолюбну березу.
Визначною пам'яткою парку є 300-літній дуб (див. Дуб Шевченка), що знаходиться в нагірній частині поблизу південної вершини.

## Устрій
В парку сплановані декілька функціональних зон:
- зона культурно-просвітницьких закладів (тут знаходяться музей «Хата на Пріорці», сарай, криниця, фруктові насадження, що примикають до них — яблуні, сливи, абрикоси, вишні, черешні, а також берези віком до 30 років);
- зона відпочинку дітей — в центральній частині парку;
- зона тихого відпочинку (в основному, нагірна частина парку);
- зона господарських споруд.

## Галерея

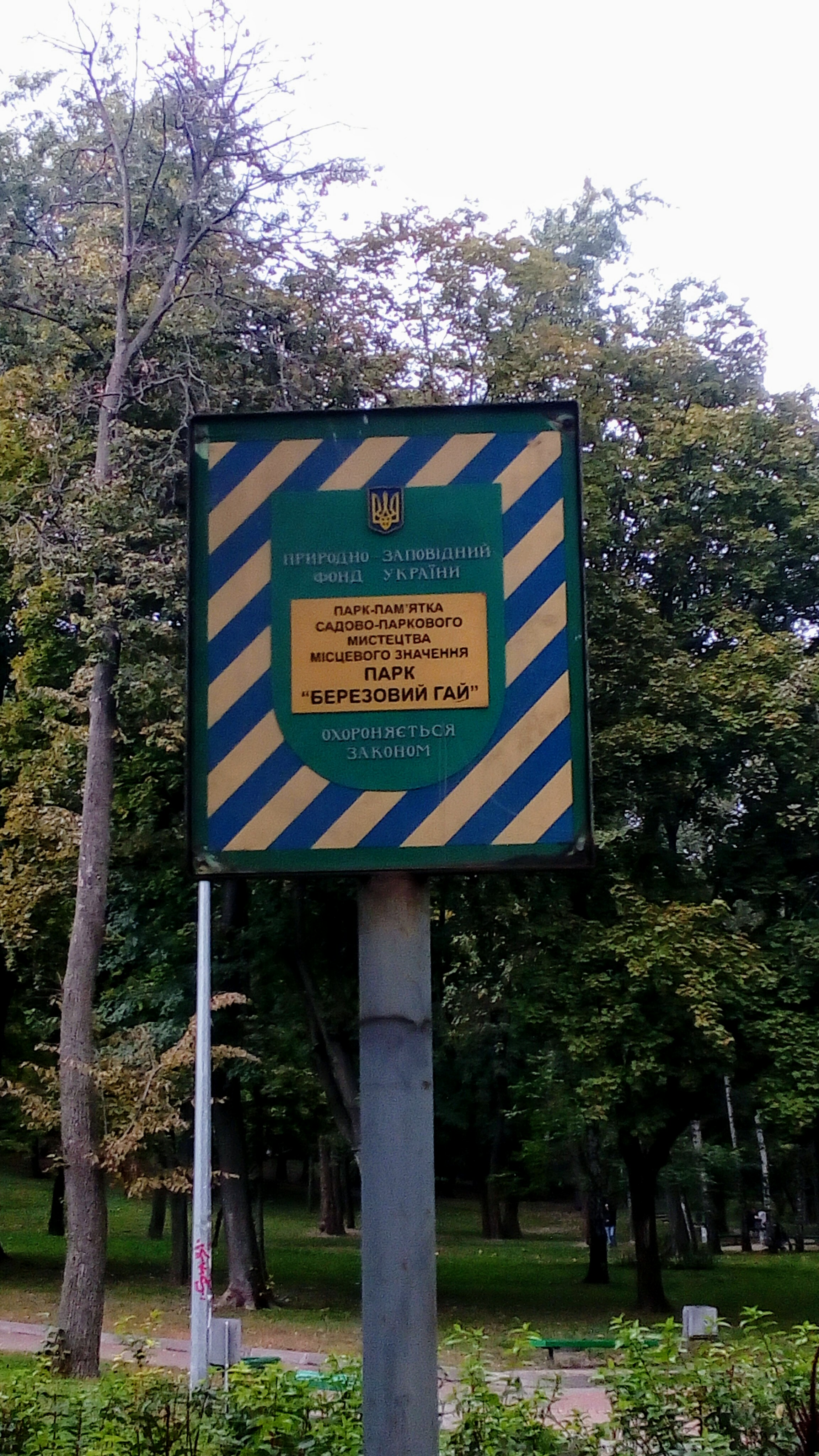
Інформаційна табличка
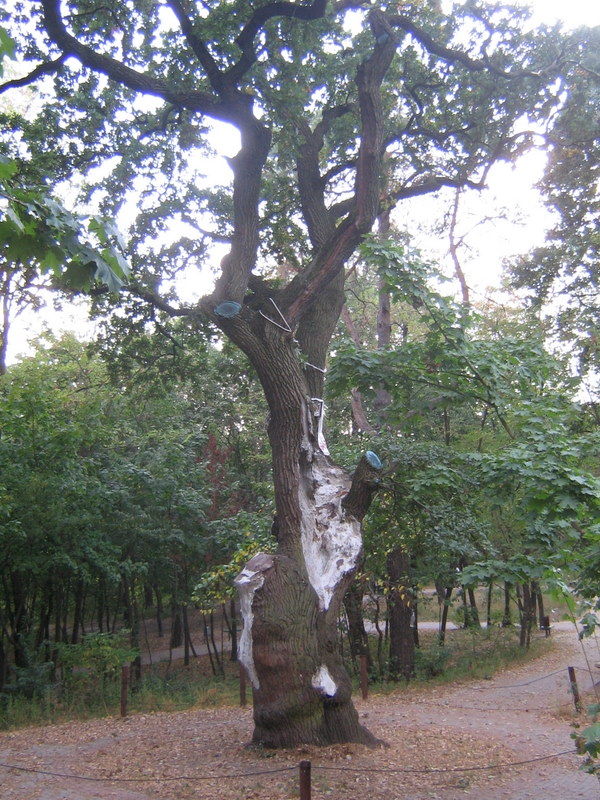
300-літній дуб

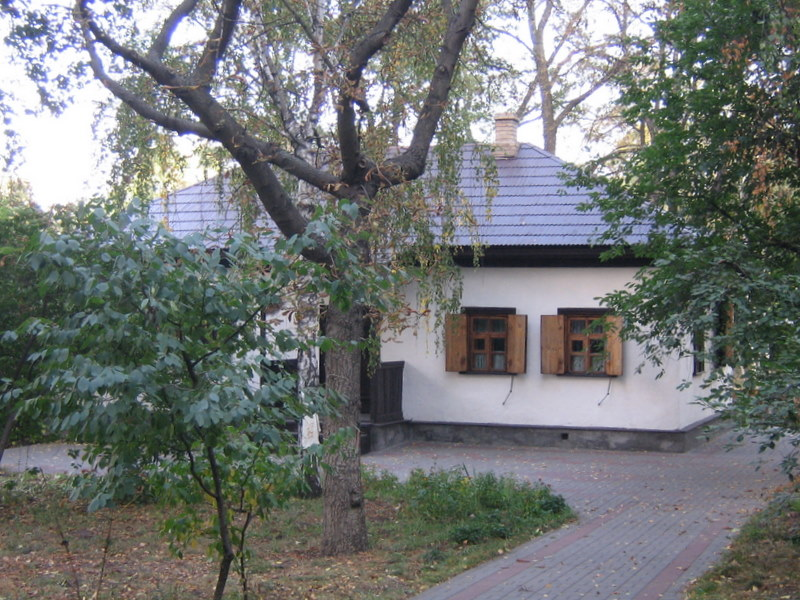
Хата на Пріорці
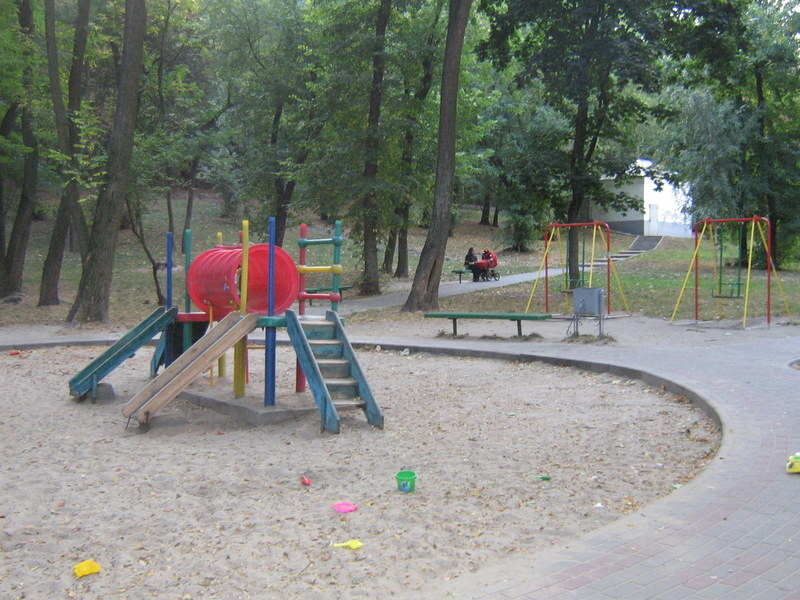
Дитячий майданчик
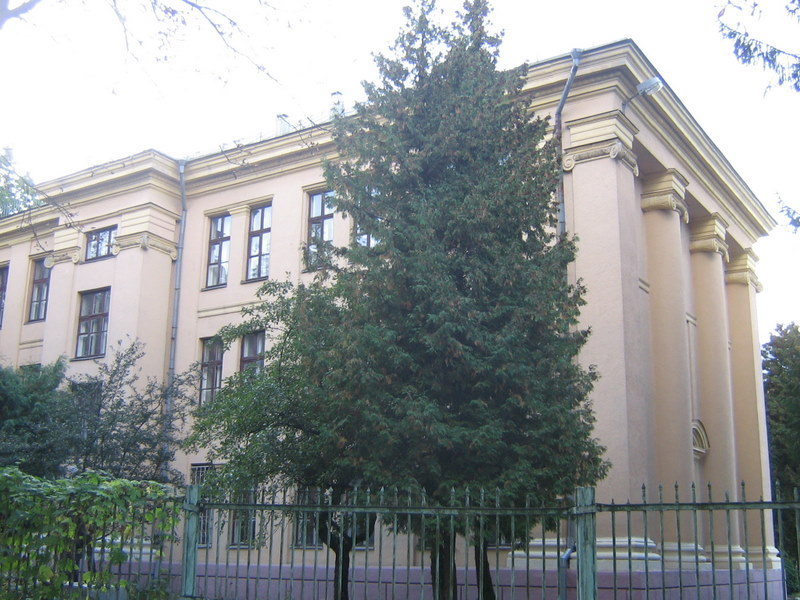
Будівля агробіостанції